# Cnidoscolus bahianus
Cnidoscolus bahianus är en törelväxtart som först beskrevs av Ernst Heinrich Georg Ule, och fick sitt nu gällande namn av Ferdinand Albin Pax och Käthe Hoffmann. Cnidoscolus bahianus ingår i släktet Cnidoscolus och familjen törelväxter. Inga underarter finns listade i Catalogue of Life.